# Giovanni Marrasio
Giovanni Marrasio (Noto, tra il 1400 e il 1404 – dopo il 1452) è stato un poeta e umanista italiano.

## Biografia
Nato a Noto, in Sicilia, tra il 1400 e il 1404, si trasferì a Siena negli anni venti per studiare le lettere all'università. Nel 1430 continuò i propri studi a Firenze e infine a Padova, dove frequentò la scuola di medicina. In seguito visse a Ferrara e Genova, fino a rientrare in Sicilia dove svolse la professione di medico.
Poeta umanista, fu autore dell'Angelinetum, canzoniere latino composto da sette elegie, un prologo e un epilogo a Leonardo Bruni.